# 中華民國地理極點
本表列出中華民國實際統治地區和《中華民國年鑑》2005年前曾宣稱國土的東西南北極點。憲法規定「中華民國領土依其固有之疆域」，但並未明文定義其範圍。

## 實際統治地區的東西南北極

### 中華民國實際統治地區、主權要求地區的東西南北極
最北端
- 馬祖列島西引島北固礁北岸（福建省連江縣(馬祖)東引鄉中柳村）：北緯26度23分22.3秒，東經120度28分57.9秒。

現在中華民國實際統治的最北端，難以用普通的交通方法抵達，但卻是中華民國主張領土範圍的東西南北端中，唯一一個普通人也可以去的地方，為著名漁場，可搭乘漁船前往垂釣。
- 馬祖列島西引島國之北疆碑（福建省連江縣(馬祖)東引鄉中柳村）：北緯26度22分58.8秒，東經120度28分34.0秒。

普通人通常到達的最北端。
最南端
- 南沙群島曾母暗沙立地暗沙（高雄市旗津區中興里代管）：北緯3度51分7.5秒，東經112度3分14秒[2]。

中華民國對該島礁有主權要求，但實際為馬來西亞皇家海軍實際控制。
- 南沙群島鄭和群礁太平島2號碼頭（高雄市旗津區中興里代管）：北緯10度22分16.9秒，東經114度21分41.8秒。

現在中華民國實際統治的最南端，為海委會海巡署直接管理並劃入軍事管制區（南沙營區），由海巡署東南沙分署南沙指揮部駐防，普通人難以抵達。
最東端
- 釣魚臺列嶼赤尾嶼東岸（臺灣省宜蘭縣頭城鎮大溪里）：北緯25度55分20.2秒，東經124度33分40.1秒。

中華民國對該島有主權要求，但實際上由日本實質控制。
- 北方四島棉花嶼屏風岩東岸（臺灣省基隆市中正區）：北緯25度29分1.9秒，東經122度6分33秒。

現在中華民國實際統治的最東端，位於「棉花嶼、花瓶嶼野生動物保護區」，因劃入軍事管制區而無人居住，普通人透過一般的交通方法難以抵達。
最西端
- 南沙群島萬安灘西灘(扎蘭屯暗沙)（高雄市旗津區中興里代管）：北緯6度35分22.5秒，東經108度19分57.5秒。[4]

中華民國對該島有主權要求，位處十一段線至西端，但實際在越南勢力範圍，由越南人民海軍第二區司令部控制，同時中國人民解放軍海軍定期巡弋。
- 南沙群島鄭和群礁太平島西岸（高雄市旗津區中興里代管）：北緯10度22分27.6秒，東經114度21分32秒。

現在中華民國實際統治的最西端，為海委會海巡署直接管理並劃入軍事管制區（南沙營區），由海巡署東南沙分署南沙指揮部駐防，普通人難以抵達。

### 實際統治地區東西南北極點之行政區劃

#### 鄉鎮市
最北端
- 福建省連江縣東引鄉

最南端
- 高雄市旗津區

最東端
- 台灣省宜蘭縣頭城鎮

最西端
- 福建省金門縣烈嶼鄉

### 台灣本島及近岸附屬島嶼的東西南北極點
最北端
- 富貴角（新北市石門區富基里）
- 彭佳嶼（台湾省基隆市中正區）

若從台灣地域來看，最北端是位於基隆外海約60公里的「彭佳嶼」。
最南端
- 鵝鑾鼻（台湾省屏東縣恆春鎮鵝鑾里）
- 七星岩 (屏東)

若從台灣地域來看，最南端是距離鵝鑾鼻8.6海浬的「七星岩」。
最東端
- 三貂角（新北市貢寮區福連里）
- 棉花嶼（台湾省基隆市中正區）

若從台灣地域來看，最東端是位於基隆外海約42公里的「棉花嶼」。
最西端
- 尖仔尾（位於頂頭額汕，臺南市七股區十份里）
- 外傘頂洲（台湾省雲林縣口湖鄉，外傘頂洲是否與台灣島相連有爭議，因此極西點有時列尖仔尾）

若從台灣地域來看，最西端是位於台湾省嘉義縣東石鄉外海10餘公里的「外傘頂洲」西端。

### 主要三外島的東西南北極點
|          |          | 最北端                                                                  | 最南端 | 最東端                                         | 最西端                      |
| -------- | -------- | ----------------------------------------------------------------------- | ------ | ---------------------------------------------- | --------------------------- |
| 澎湖群島 | 澎湖群島 | 大磽嶼 （目斗嶼，若視大磽嶼為岩礁）                                     | 七美嶼 | 查母嶼                                         | 花嶼                        |
| 金門群島 | 金門本島 | 馬山                                                                    | 翟山   | 復國墩                                         | 塔山 （青山，如包含烈嶼鄉） |
| 金門群島 | 金門離島 | 白巖 （后嶼，若視白巖為岩礁） 大坵虎屏 (烏坵鄉大坵村)（如考慮金門縣整體） | 東碇島 | 北碇島 小坵 (烏坵鄉小坵村)（如考慮金門縣整體） | 五膽島                      |
| 馬祖列島 | 馬祖列島 | 北固礁                                                                  | 林坳嶼 | 東引世尾山                                     | 南竿津沙西壁                |

### 臺澎金馬的東西南北端
總合臺灣島及其附屬島嶼、澎湖群島、金門群島、馬祖列島的東西南北端。但排除東沙群島、南沙群島。
最北端
- 北固礁（福建省連江縣東引鄉）

最南端
- 七星岩（台湾省屏東縣恆春鎮）

最東端
- 赤尾嶼（台湾省宜蘭縣頭城鎮）

最西端
- 五擔島（福建省金門縣烈嶼鄉）

## 原中華民國宣稱之國土地理極點
原中華民國公告疆域行政區劃宣稱此四極，目前已弃用。中華民國政府在2002年再次承認外蒙古獨立。行政院主計處主管之《中華民國各省（市）縣（市）行政區劃代碼》於2005年10月3日公告停止適用；政府所發表之「中華民國年鑑」也於2005年起不再將大陸地區列於「土地」一章之中。1998年之後台灣地區也不再發行中華民國全圖。

原中華民國主張之行政區域（截止2005年）

原中華民國的行政區劃及領土糾紛（1953-2002年）

### 主权要求地区的东西南北极
最北端
- 薩彥嶺，53°43′46.6″N 96°53′14.7″E / 53.729611°N 96.887417°E。

最南端
- 南沙群島曾母暗沙立地暗沙海域，3°51′7.5″N 112°3′14″E / 3.852083°N 112.05389°E。

最東端
- 黑龍江黑瞎子島東端，48°25′42.3″N 135°05′25.9″E / 48.428417°N 135.090528°E。 [7]

最西端
- 噴赤河，38°27′18.1″N 70°46′49.1″E / 38.455028°N 70.780306°E。

### 宣示主权地区东西南北极点之行政区划
最北端
- 蒙古地方唐努烏梁海

最南端
- 海南特别行政区南海群島管理局南威鄉

最东端
- 合江省撫遠縣

最西端
- 新疆省第三行政督察區烏恰縣